# Jim Nevin
Jim Nevin (Melbourne, 26 de janeiro de 1931 – 10 de agosto de 2017) foi um ciclista australiano que competiu nos Jogos Olímpicos de Verão de 1952 e de 1956, representando a Austrália.